# Marc Beaumont
Pour les articles homonymes, voir Marc Beaumont (cyclisme) et Beaumont.
Ne doit pas être confondu avec Mark Beaumont.
Marc Beaumont, né le 14 septembre 1961 à Cambrai, est un évêque catholique français, évêque de Moulins depuis le 29 mars 2021.

## Biographie
Marc Beaumont naît en septembre 1961 à Cambrai. 
Fils d'agriculteur, il est diplômé d’un baccalauréat série E, puis il obtient un DUT génie électrique à l'Institut universitaire de technologie de Béthune et un diplôme d'éclairagiste.
Après sa formation ecclésiastique au séminaire interdiocésain de Lille, il est ordonné prêtre le 13 mai 1990 pour l’archidiocèse de Cambrai. 
Il est doyen des Marches du Hainaut, curé modérateur des paroisses Sainte-Maria-Goretti-du-Hainaut, Saint-François-en-Val-d’Escaut et Saint-Jacques-en-Val-d’Escaut (2015-2021), vicaire épiscopal et délégué épiscopal à la pastorale de la communication (2012-2019), secrétaire général du conseil presbytéral (2019-2021). Il est membre du mouvement des Focolari.

### Évêque
Marc Beaumont est nommé évêque du diocèse de Moulins par le pape François le 29 mars 2021. Son ordination épiscopale et son installation ont eu lieu le 16 mai 2021 en la cathédrale Notre-Dame-de-l'Annonciation de Moulins, en présence du nonce apostolique Celestino Migliore. La cérémonie s'est déroulée sous la présidence de François Kalist, archevêque de Clermont assisté de Vincent Dollmann, archevêque de Cambrai et de Laurent Percerou, évêque de Nantes.

### Devise
« Spes autem non confundit » : « L'Espérance ne déçoit pas » (Épitre aux Romains 5,5) 